# Trichopodus
Trichopodus (též Trichogaster) je rod labyrintních paprskoploutvých ryb pocházející ze sladkých vod jihovýchodní Asie. Jedná se o nepříliš velké (10–25 cm) a většinou barevně zajímavé ryby, několik druhů a barevných forem se proto velmi často chová v akváriích. V češtině se pro ryby rodu Trichopodus používá jméno čichavec, to je ale jméno nejednoznačné, užívané pro více rodů dvou různých čeledí. Od roku 1923 se navíc pro rod Trichopodus používalo rodové jméno Trichogaster, zatímco pro rod Trichogaster se používalo jméno Colisa. S tímto názvoslovím se lze stále běžně setkat v odborné literatuře.